# Hármas kötés
A hármas kötés olyan kémiai kötés, amelyet – az egyszeres kovalens kötésben szokásos kettő helyett – hat kötőelektron létesít. A leggyakoribb hármas kötés az alkinek két szénatomja közötti kötés. Hármas kötés található még a cianid és izocianid funkciós csoportokban is. Néhány kétatomos molekulában is hármas kötés van, például a dinitrogénben és a szén-monoxidban. A szerkezeti képletekben a hármas kötést a két atom közötti három párhuzamos vonallal jelölik.
A hármas kötések erősebbek mint az egyszeres vagy kettős kötések, és a kötéstávolság is kisebb. A kötésrend három.
|                                     |        |              |
| acetilén                            | dicián | szén-monoxid |
| Hármas kötést tartalmazó vegyületek |        |              |

## Kötés
A kötést a hibridizáció segítségével lehet leírni. Mindkét szénatomnak van két sp-pályája és két p-pályája. A két sp-pálya egy egyenesre esik (180°-os szöget zárnak be), az x tengellyel párhuzamosak (derékszögű koordináta-rendszerben). A két p-pálya erre és egymásra merőlegesek, az y- és z-tengellyel párhuzamos. Amikor a két szénatom közeledik egymáshoz, az sp pályáik átfednek és egy sp−sp szigma-kötés jön létre. Ezzel egyidejűleg a pz-pályák is közel kerülnek egymáshoz, pz−pz pi-kötés alakul ki. Hasonlóan a py-pályák között py−py pi-kötés képződik. Végeredményben egy szigma és két pi-kötés jön létre.
A hajlított kötések elméletében hármas kötés kialakulhat három sp3 pálya közötti átfedés révén is, pi-kötés létrejötte nélkül.

## Fordítás
- Ez a szócikk részben vagy egészben a Triple bond című angol Wikipédia-szócikk ezen változatának fordításán alapul.  Az eredeti cikk szerkesztőit annak laptörténete sorolja fel. Ez a jelzés csupán a megfogalmazás eredetét és a szerzői jogokat jelzi, nem szolgál a cikkben szereplő információk forrásmegjelöléseként.